# Ícaro Mello
Ícaro Mello, född 22 oktober 1913, död 8 oktober 1986, var en friidrottare från Brasilien. Han deltog vid olympiska sommarspelen 1936 och olympiska sommarspelen 1952.